# Triestina Hockey 1970
Questa voce raccoglie le informazioni riguardanti l'Unione Sportiva Triestina Hockey nelle competizioni ufficiali della stagione 1970.

## Maglie e sponsor
| 1ª divisa |

## Rosa
| N° | Naz.              | Ruolo | Sportivo           |  |  |  |
| -- | ----------------- | ----- | ------------------ |  |  |  |
| ?  | Italia (bandiera) | E     | Franco Cervo       |  |  |  |
| ?  | Italia (bandiera) | P     | Giorgio Chiandussi |  |  |  |
| ?  | Italia (bandiera) | E     | Fulvio Gon         |  |  |  |
| ?  | Italia (bandiera) | P     | Enzo Mari          |  |  |  |
| ?  | Italia (bandiera) | E     | Giuseppe Prinz     |  |  |  |
| ?  | Italia (bandiera) | E     | Flavio Perok       |  |  |  |
| ?  | Italia (bandiera) | E     | Roberto Pockay     |  |  |  |

- Allenatore: ?